# Kampelje
Kampelje (olaszul: Campeglia) falu Horvátországban Tengermellék-Hegyvidék megyében. Közigazgatásilag Vrbnikhez tartozik.

## Fekvése
Krk sziget belsejében, annak középső részén , községközpontjától 7 km-re nyugatra fekszik. Stara Baška és Rudine mellett a sziget egyik legelzártabb települése. A legközelebbi település Garica és a délre fekvő Kornić, de nincs vele közvetlen összeköttetése, onnan csak erdei út vezet ide. Az egyik aszfaltos út, melyet a leggyakrabban használnak Donja Garicából vezet, a másik a Punat-Vrbnik úttal köti össze.

## Története
A neves horvát nyelvész és író Petar Skok szerint Kampelje neve nagyon régi, valószínűleg latin eredetű. A velencei olasz „campiello” főnévből való az pedig az olasz „campo” (mező) főnév kicsinyítő képzős változata, végső soron a latin „campus” (mező) főnévre vezethető vissza. Ez nagyon korai elnevezésre utal. Mihovil Bolonić és Ivan Žic Rokov krki történészek szerint Kampelje a horvátok által betelepült első helyek közé tartozott a sziget középső részén. Žic a nevet szintén az olasz campo főnévre vezeti vissza. A sziget 1118-ban velencei uralom alá került, melynek nevében a dózse vazallusai a vegliai hercegek uralkodtak a szigeten.
A vegliai hercegek a Frangepánok őseinek uralma 1480-ig tartott, ekkor a köztársaság nyomására Frangepán Jánosnak át kellett adnia a szigetet Velencének. 1797-ben a napóleoni háborúk egyik következménye a Velencei Köztársaság megszűnése volt. Napóleon bukása után Krk szigete osztrák kézre került, majd 1918-ig az Osztrák-Magyar Monarchia része lett. A településnek 1857-ben 34, 1910-ben 49 lakosa volt. Az Osztrák–Magyar Monarchia bukását rövid olasz uralom követte, majd a település a Szerb–Horvát–Szlovén Királyság része lett. A második világháború idején előbb olasz, majd német csapatok szállták meg. A háborút követően újra Jugoszlávia, majd az önálló horvát állam része lett. 2011-ben 9 lakosa volt, akik főként földműveléssel, állattartással, kisebb mértékben olajbogyó termesztéssel foglalkoznak. Az utóbbi időben a falusi turizmus fejlődött a településen.

## Lakosság
| Lakosság változása | Lakosság változása | Lakosság változása | Lakosság változása | Lakosság változása | Lakosság változása | Lakosság változása | Lakosság változása | Lakosság változása | Lakosság változása | Lakosság változása | Lakosság változása | Lakosság változása | Lakosság változása | Lakosság változása | Lakosság változása |
| ------------------ | ------------------ | ------------------ | ------------------ | ------------------ | ------------------ | ------------------ | ------------------ | ------------------ | ------------------ | ------------------ | ------------------ | ------------------ | ------------------ | ------------------ | ------------------ |
| 1857               | 1869               | 1880               | 1890               | 1900               | 1910               | 1921               | 1931               | 1948               | 1953               | 1961               | 1971               | 1981               | 1991               | 2001               | 2011               |
| 34                 | 37                 | 47                 | 48                 | 67                 | 49                 | 49                 | 51                 | 44                 | 40                 | 36                 | 23                 | 14                 | 4                  | 6                  | 9                  |